# 테리 샤이보 논란
테리 샤이보 논란(Terri Schiavo case)은 미국에서 있었던 법적 공방 및 그와 관련된 논란과 사건을 말한다. 과연 테리 샤이보의 남편 마이클 샤이보(Michael Schiavo)가 의사들로부터 식물인간 진단을 받은 그의 아내의 생명을 끝낼 수 있는 권리가 있는가에 대한 문제였다. 그녀의 부모와 주 그리고 연방입법기관의 중재로 이 사건과 일련의 법적 논쟁이 대대적으로 알려졌고 그로 인해 그녀의 생명유지에 대한 판결이 끝나는 데까지 7년이 걸리게 되었다.

## 자세한 이야기
테리 샤이보는 1990년 2월 25일 플로리다의 세인트피터스버그에 있는 그녀의 집에서 심장마비로 쓰러졌다. 그로 인해 그녀는 산소부족으로 인한 엄청난 뇌손상을 받았고 두 달 반 후에 그녀는 혼수상태에서 식물인간으로 진단받게 되었다. 이후 몇 년간 의사들은 그녀의 의식을 되돌리기 위해 물리적 치료법과 기타 임상실험을 진행했다. 1998년 샤이보의 남편은 여섯번째 연방 순회 법원에 플로리다 법규 765.401(3)에 의거하여 그녀의 영양공급 튜브를 제거할 것을 요청했다. 테리의 부모들은 그녀가 의식이 있다고 주장하며 그의 요구에 반대했다. 법정은 그녀가 더는 생명유지를 지속할 수 없다고 판단했고 2001년 4월 24일 그녀의 영양 공급 튜브는 처음으로 제거되었지만 불과 며칠 후 다시 끼워지게 되었다. 2005년 2월 25일 피넬러스 커운티의 판사는 테리 샤이보의 영양 공급 튜브를 제거할 것을 다시 요구했다. 이에 몇개 연방정부에서 중재요구가 나타났고 미국 대통령 조지 워커 부시(U.S. President George W. Bush)는 워싱턴 D.C.에 도착하여 그녀를 생존시키는 것에 대한 법률에 서명하였다.
이러한 모든 요청에도 연방법원은 본래의 결정인 영양 공급 튜브 제거에 대한 결정을 유지했다. 2005년 3월18일부터 테리 샤이보는 공급관이 제거된 상태로 보호 시설로 이송되었고 2005년 3월 30일 치료받던 피넬러스 파크에 있는 호스피스 시설에서 사망하였다.
이번 샤이보 문제에는 총 14개의 요구와 수많은 운동, 요청등이 플로리다 법정에 올라왔었고 다섯 번의 소송이 있었다. 플로리다 법정은 플로리다 고등법원에 의해 타격을 받았다. 미국 최고 재판소에서 네 번의 이송 거부가 있었고 또한 생명옹호운동단체(pro-life movement group)와 장애인 인권단체(disablility rights group)에서도 이 문제에 대해 높은 관심을 보였다.

## 테리 샤이보의 발병전 생활
1963년 12월 3일에 펜실베니아의 몽고메리 카운티에서 태어난 테레사 마리 쉰들(Teresa Marie Schindler)은 벅스 카운티의 지역 전문대를 다녔고 1982년에 마이클 샤이보를 만났다. 그리고 1984년 11월 10일 그 둘은 결혼했고 1986년 테리의 부모님을 따라서 플로리다로 이사를 갔다. 마이클은 음식점의 지배인으로 일하였고 테리는 보험회사의 직원으로 일하였다.

## 1990년 발병 초기
1990년 2월 25일 이른 아침에 테리 샤이보는 세인트피터즈버그에 있는 아파트에서 쓰러졌고 그를 발견한 남편 마이클이 911로 전화하여 소방관들과 구급대원들이 그녀를 병원으로 이송하였다. 당시 그녀는 무의식 상태였고 호흡하지 않았고 맥박도 뛰지 않았었다. 그 후 병원에서는 그녀를 소생시켰으나 그녀는 스스로 호흡을 할 수 없었기에 병원은 삽관치료를 하였다.

## 초기의 진단
그녀의 진료 기록부를 살펴보면 “그녀는 분명 스스로 체중 감량을 위하여 다이어트를 지속적으로 하였으며 하루종일 10~15 컵의 아이스 티를 마셨었다” 라고 적혀있다. 병원은 그녀에게 저 칼슘혈이 있다고 경고하였다고 했다. 당시 그녀의 나트륨과 칼슘의 수치는 정상이었지만 그녀의 혈중 칼슘 농도수치는 2.0 mEq/L로 비정상적으로 낮았었다. 이러한 전해질 불균형은 보통 지나친 음료섭취로 일어나며 이러한 불균형이 심각할 경우에는 비정상적인 심장박동 리듬을 초래하며 이것이 갑작스런 부정맥으로인한 사망에 이를 수 있다.(저 칼슘혈은 구토, 폭식등으로도 일어난다.)
이에 테리의 남편인 마이클은 산부인과에 불임으로 인한 신경성 과식증을 진단하지 못한데 대한 의료과오 소송을 제기하였고 그에 승소하였다.
사고후 그녀는 비강 영양 튜브를 사용했었는데 얼마 지나지 않아 결국 경피내시경적 위루설술(percutaneous endoscopic gastrostomy)을 통해 영양을 공급받게 되었다. 과거 테리 샤이보를 치료한적이 있는 상트페테르부르그의 외과전문의인 가르시아 의사와 샤이보 가족의 주치의인 내과의사 빅터는 심장마비가 발생한지 대략 1년이 지났을 때 모두 독립적으로 그녀에 대하여 지속적 식물인간 상태라고 진단을 내렸다.

## 1990년부터 1993년까지의 재활을 위한 노력
11월에 마이클 샤이보는 신경자극 실험을 위해 캘리포니아 대학에 테리를 데려갔다. 몇 개월간 이 실험을 지속했으나 진전이 보이지 않자 1991년 1월에 그는 테리를 데리고 플로리다로 돌아왔다. 그 후 그는 브레이든턴에 있는 메디플렉스 재활센터에 그녀를 입원시켰다. 테리가 그곳에 있는 동안에 그는 그녀의 회복을 위하여 자주 그녀를 데리고 공원과 공공장소에 갔다.
1991년 7월 19일에 테리 샤이보는 사발팜스 전문 보호센터로 옮겨졌다. 그곳에서 1994년까지 그녀는 신경학적 검사와 정기적인 작업요법을 받았다.
1993년 중순에 마이클 샤이보는 테리가 요로 감염증에 걸리고 나서 더 이상 그녀를 소생시키지 말것을 요구하였다. 법정이 임명한 법정 후견인인 제이 울프슨(Jay Wolfson)은 “마이클 샤이보의 결정은 더 이상 테리에게 회생의 희망이 없다는 판단에 근거하여 내려졌다” 라고 보고하였다.
1990년부터 1993년까지 마이클 샤이보와 테리 샤이보의 부모들과는 원만한 관계를 유지하였다. 쉰들부부(테리의 부모)는 마이클이 그들의 콘도에 무료로 몇 개월간 생활할 수 있도록 허락하였다. 이 시기 동안에 쉰들부부는 마이클이 자신의 삶에 충실할 것을 적극적으로 격려하였고 그러한 지지하에 그는 그가 사귀고 있던 여성을 인척관계의 가족에게 소개하였다. 1990년 6월 18일에 법원은 마이클 샤이보를 테리 샤이보의 법적 후견인으로 임명하였고 쉰들 부부는 이러한 결정에 반대하지 않았다.

## 마이클 샤이보의 변화
쉰들부부는 어째서 마이클 샤이보의 테리 샤이보에 대한 태도가 변하였는지 의문을 갖고 있었다. 쉰들부부의 진술에 따르면 그들은 마이클의 태도가 테리의 주치의의 의료 과오에 대한 소송에서 승소하면서 150만 달러를 얻은 뒤로 변하였다고했다. 의료 과오에 대한 소송 6개월전인 1992년 11월 초까지만 하더라도 마이클은 그의 아내가 죽음을 원한다는 주장을 하지 않았고 구두상으로 자신의 여생동안 그녀를 개인적으로라도 집에서 보살피겠다고 약속하였다고 했다. 그 후 그는 아내의 예상수명인 50년간 필요할 신경치료와 기타 의료치료비용을 얻게 되었다. 또한 그는 손해배상금으로 60만 달러를 받았다.
마이클은 당시 배심원에게 그는 “테리를 간호하기 위해 간호학을 배우고 있다”고 말하였다. 그 밖에 또 그의 증언에 따르면 마이클 샤이보는 테리가 이러한 상태가 되고서 그녀와의 결혼에 어떠한 느낌이 있느냐고 질문을 받았을 때 그는 “나는 매우 기쁘다. 그녀는 나의 삶 그 자체이며 나는 그녀와 세상을 바꾸지 않을 것이다. 나는 나와 나의 아내가 한 결혼서약을 믿는다. 아프든 건강하든, 부유해지든 가난해지든 나의 결혼은 오직 사랑을 위한 것이며 나는 나의 여생을 그녀와 함께 보낼것이다.”라고 대답하였다.
테리 샤이보의 형제인 바비 쉰들(Bobby Schindler)은 “소송후 8개월도 지나기 전에 마이클 사이보는 그녀의 병에 대한 치료를 중단하려고 했다” 라고 말하였다. 또 “그녀가 마이클에 의해 요양원에서 있는동안 그는 그녀의 진료 기록부에 그녀를 소생시키지 말라는 요구를 덧붙였다” 고 했다. 이에 대해 마이클 샤이보는 그는 단지 그녀의 주치의의 조언을 따랐을 뿐이라고 증언했다. 1997년 마이클 샤이보의 모친이 사망한 후 그는 그의 아내가 죽음을 원한다는 것에 대해 거론하기 시작했다.
자금문제
의료 과오 소송으로 마이클은 150만 달러를 얻게 되었고 그는 테리의 치료를 위해 신탁 자금을 사용하기 시작했다. 또한 그는 60만 달러를 손해보상으로 받게 되었다.
WND의 보도에 따르면 절반이 넘는 테리 샤이보를 위해 사용되어야 할 돈은 마이클 샤이보가 8년간의 법정소송 비용으로 사용되었다고 한다. 마이클 샤이보의 변호사였던 조지 필러스(George Felos)는 총 358,434 달러를 배상받았고 데보라 부쉬넬(Deborah Bushnell)은 80,309 달러를 받았다. 이에 그의 변호사는 결국 5만 달러가 테리의 의료비용으로 남게 되었다고 말하였다.
또한 부쉬넬은 마이클 샤이보가 그의 어머니의 화장비용을 테리의 의료자금에서 차출하여 사용한데에 대해 기소장을 제출한 적이 있다.

## 1998년부터 2002년까지의 소송사례
영양공급튜브를 제거할 것에 대한 청원서
1998년 5월 마이클 샤이보는 테리 샤이보의 영양 공급 튜브를 제거할 것에 대한 청원서를 신청하였다. 그러나 테리의 부모들은 이에 대해 반대하였다.
1998년 12월 29일 두 번째 법정 대리인인 리차드 피어스(Richard Pearse)는 이 안건에 대하여 “제프리 카프(Dr. Jeffrey Karp) 의사의 병실 상태와 질병의 예후에 대한 의견은 그녀의 치료에 관여한 의사들과 충분히 나누었다” 라고 보고하였다.
피어스는 카프와 테리 샤이보에 대해 자발적 행동의 부재와 의사전달을 통한 상호작용이 불가능한 지속적 식물인간 상태라고 진단을 내린 빈센트( Dr. Vincent Gambone)의사로부터 결론을 내왔다.
리차드 피어스는 분명 테리의 상태에 더이상의 진전이 있을 가능성이 없다는 것은 맞지만 마이클 샤이보의 결정에 테리 샤이보의 사후에 잠재적으로 상속받을 수 있는 재산이 영향을 주었을 가능성이 있다고 판단하였다. 삶의 의지의 부족함과 마이클의 진정성에 대한 의문점들로 인해 피어스는 그의 영양 공급 튜브의 제거에 대한 청원을 거절할 것을 권고하였다. 동시에 피어스는 이익의 충돌에 대한 논란으로 인해 그가 쉴든 부부에게 그들이 감추었던 테리의 사후 상속받을 남은 재산을 조회했다고 보고하였다.
테리 샤이보를 둘러싼 논쟁
한 재판이 2000년 1월 24일에 열렸고 한 주간 지속되었다. 이 재판에서는 테리 샤이보의 삶의 의지의 부족과 테리 샤이보가 과연 어떻게 삶의 연장을 대하였을지를 논하였다. 18명의 그녀를 의료적으로 대하는 증인으로부터 증언이 올라왔고 그녀의 죽음에 관한 희망을 들었다.
마이클 샤이보는 그의 아내가 더 이상 매우 희박한 회생 가능성을 위해 기계에 의존하여 삶을 연장하고 싶지 않을 것이라고 주장하였다. 이에 그녀의 부모는 테리는 독실한 가톨릭 교도로서 영양 공급관을 거절하여 자살하는 이러한 교회의 가르침에 어긋나는 일을 하지 않을 것이라고 주장하였다.
2000년 2월 판사 조지 그리어(George Greer)는 테리 샤이보에 대한 인공적인 생명유지를 중단하는 것에 대한 청원서를 승인하였다.
이러한 결정에는 테리 샤이보가 지속적 식물인간 상태에 있었고 그녀가 영양 공급 튜브를 제거하는데 대해 신뢰 할 만한 고백을 한 적이 있다는 것에 초점을 두었다. 이 결정은 플로리다 제 2 지방 법원으로부터 지지를 받았고 이번 판결은 이후 샤이보 1 사례로 불리게 되었다.
경구영양과 두 번째 후견인 요구
2000년 3월 쉴든부부는 테리에게 플로리다의 법규에 의한다면 생명연장으로 간주되지 않는 경구영양을 실시할 것을 요구하였다. 그러나 당시 의료기록에 따르면 테리 샤이보가 음식물에 대해 삼키려는 반응을 보이지 않았고 따라서 영양공급 튜브가 필요하다고 기록되어 있었다. 따라서 그리어 판사는 그녀는 구강으로 영양과 수분을 충분히 섭취하여 생명활동을 지속할 수 없다고 결정하였다. 이러한 근거로 그리어 판사는 이 요구를 기각하였다. 이후 그의 사후검사관의 보고는 더 확실히 샤이보가 음식물을 삼킬 수 없다는 것을 재확인하였다.
2000년 쉰들부부는 다시 마이클 샤이보의 후견인의 자격에 대해 도전하였다. 쉰들부부는 의학적 가이드라인에 따르면 테리 샤이보는 결코 말기에 처해 있지 않음을 알고난후 마이클이 후견인 자격을 이용하여 테리 샤이보를 플로리다 호스피스에 이송시키는 것을 통해 재산을 낭비하고 있다고 말하였다.
그 당시까지는 마이클 샤이보는 법적으로 테리 샤이보와 결혼한 상태였고 동시에 조디 센텐즈(Jodi Centonze)와도 내연의 관계가 있었고 마이클은 한 아이의 아버지가 되어있었다. 마이클은 그가 테리의 마지막 바람이 이루어지는 것을 확실히 하기 위해 그의 법적 아내인 테리와 이혼을 하지 않겠다고 하며 또한 후견인 자격을 포기할 생각도 없다고 하였다. 법원은 쉰들부부의 요청에 대한 증거가 불충분하며 이 요청과는 관계가 없기에 마이클의 후견인 자격을 취소할 것에 대한 요청을 기각하였다.
그리고 2001년 4월 24일 테리 샤이보의 영양공급튜브가 제거되었다.
샤이보 2번 사례
2001년 4월 쉰들부부는 판결을 경감시키기위해 테리가 살고자 했다는 것에 대한 새로운 증거를 들며 항소를 하였다. 그리어 판사는 그 제기가 공교롭게도 플로리다 법규 1.540(b)(9)에 저촉되어 그것을 기각하였다.
두 번째 지방 법원은 그러한 그리어의 결정을 지지했지만 쉰들부부가 새로운 항소를 할 수 있는 기회를 주기위해 이 결정을 되돌려보냈다.
2001년 4월 24일 테리의 영양공급튜브가 처음으로 제거되었다.
쉰들부부는 마이클 샤이보가 다른 법정에서 부여받은 것을 위증하였다고 주장하였다. 이에 판사 프랭크 퀘세다(Frank Quesada)는 이 문제가 해결될때까지 영양공급튜브의 제거를 금지시켰다. 그리고 2001년 4월 26일 영양공급 튜브는 다시 테리에게 삽입되었다.
그러자 마이클 샤이보측을 지지하는 두 번째 지방 법원에서는 이번 결정을 취소시켰다. 이와 동시에 그는 후견인 위임을 실행할 것을 요구했다. 그러나 지방법원은 이러한 그의 요구를 기각하였다.
이 세 결정은 모두 플로리다 지방법원에 의해 내려졌으며 이후 이 결정은 샤이보 2 사례로 불렸다.
샤이보의 3번 사례

2001년8월10일,플로리다 둘째 지방 법원에서 판사 그리어씨에게 쉰들부부들가 새로운 치료방법이 있음을 알렸고 이가 테리 샤이보 스스로 생명연장을 결정할 수 있을 정도의 충분한 인지 능력등을 복원할 수 있다고 주장했다. 또한 법원에 마이클씨의 후견인 자격을 취소하고 판사 그리어씨에게 그의 요구를 거절할 것을 요구했다. 하지만 판사 그리어는 그것을 거부하였고 그러자 쉰들부부들은 둘째 지방 법원에 항소했다.
2001년 10월 17일, 법원은 영양공급튜브의 제거에 대한 항소를 기각하고 마이클 샤이보의 요구를 거절하지 않을것을 확언했다. 법원은 그들이 재판에서 속인 것을 인정하고 그들은 테리 샤이보가 삶을 원하는 것에 대한 문제를 법정에 재소송하였고 또 그에 합당한 증거를 요구했다.
또한 법원은 다섯곳의 신경과 의사가 이에 대해 증언해야 한다는 것을 조건으로 걸었다.
마이클은 두 전문가를 만나 반박을 준비할 수 있었고 동시에 쉰들 부부는 법원에서 이를 증명하기 위해 두명의 의사를 선택할 수 있게 됐다. 마지막으로 법원 자체에서는 테리 샤이보의 상태를 검사하고 평가할 수 있는 또다른 독립적인 의사를 지정하였다.(이러한 모든 결정들은 플로리다 둘째 지방 법원에 의해 결정이 되었고 나중에는 이번 결정을 샤이보 3 이라고 불렸다.)
샤이보 4번 사례 

2002년 10월, 지방 법원의 요구의 의해, 제 2차 재판이 시작되었다. 새로운 치료법이 과연 테리 샤이보의 인식기능을 회복시킬 수 있는지를 판단하기 위해 판사 그리어는 다시 한번 법정에 서게 되었다. 재판에 대비하여 새로운 단층 촬영 검사(CAT검사)가 진행되었다. 선정된 다섯 명의 내과의사들은 윌리엄 맥스필드(Dr. William Maxfield), 윌리엄 헤메스퍼(Dr. William Hammesfahr), 로날드 크랜포드(Dr. Ronald Cranford), 멜빈 그리어(Dr. Melvin Greer) , 피터 뱀배키디스(Dr. Peter Bambakidis)이었다.
다섯의사들은 테리 샤이보의 의료 기록, 뇌 스캔, 비디오 촬영, 테리 샤이보의 상태를 검사했다. 크랜포드 의사와 뱀배키디스 의사는 테리 샤이보가 영구적인 식물인간 상태에 빠졌다고 증언했고 맥스필드 의사와 헤메스퍼 의사는 그녀가 최소한도의 의식 상태에 있다고 증언했다. 법원의 명령으로 테리 샤이보는 6시간동안 동영상으로 녹화되었으며 이것은 피넬러스법원에 제기되었다. 테이프에는 그녀의 어머니, 신경의사 윌리엄씨와 테리 그녀가 녹화되었다. 전 테잎은 그리어 판사가 시청했다. 확인한 결과 테리는 확실히 그녀의 어머니에게 아무런 응답이 없었다고하였다. 비디오를 녹화하는 6시간동안, 쉰들부부와 몇 지지자들은 대략 6분동안 그녀의 반응과 감정을 보여주는 부분을 만들었고 그것을 웹사이트에 공개했다. 판사 그리어는 테리가 지속적 식물인간 상태에 처하여 있으며 더이상의 개선의 희망이 없다고 판결을 내렸다.
법원은 헤메스퍼의 혈관확장술을 이용하여 있었던 의학계에 의해 인정받지 못한 몇 긍정적 결과에 대한 증언에 대해서는 비판적인 태도를 보였다. 나중에 이 판결은 플로리다 두 번째 지방 법원으로부터 확인되었고 또한 법원에서는 “우리 법원은 아주 꼼꼼하게 모든 기록과 증거를 검사하고 있고 또한 우리는 신중히 모든 비디오 테이프를 검토하였다.” 라고 진술했다.
(이러한 모든 결정들은 플로리다 두 번째 지방 법원에 의해 결정됐고, 나중에는 샤이보 4번 사례라고 불렸다.)
2003년 초, 쉰들부부는 자신의 딸을 살리기위해 로비 활동을 통해 더 많은 홍보를 하기 시작했다. 그들은 프로 운동선수인 렌달 테리를 그들의 대변인으로 선택했고 그들의 법적 선택권을 계속해서 요구했다.
2003년 9월 11일, 쉰들부부는 영양공급 튜브제거에 앞서 8주간의 치료를 하기 위해 영양공급 튜브의 제거를 연기해 달라는 청원을 법원에 했다. 청원에 함께 했던 사람들 중 네명은 쉰들러의 가족이었고, 다른 한 명은 박사 알렉산더(Alexander)였다. 청문회에서 쉰들부부의 변호사는 세 연설 전문가의 음성 메시지와 두 간호사의 기록을 추가 진술서로 읽었다. 간호사 칼라 사우어 리어(Carla Sauer Iyer)는 테리 샤이보를 돌볼 수 있다고 주장했지만 마이클은 그 어떠한 상호작용적인 치료도 그녀에게 그렇게 하지 말라고 요구했다.
리어(Iyer)는 1996년에 있었던 첫 교육기간중 있었던 일에 대해 진술했는데 그녀의 진술에 따르면 마이클은 그녀에게 자신이 시키는 대로 하여야 하며 그렇지 않으면 해고될 것이라고 하였다. 그는 쉰들부부의 가족에게 연락하지 말라고 지시했지만 그녀는 결국 그들을 전화해야 할 것이라고 대답했다. 또 그녀는 마이클이 “저년 언제 죽어?”라는 질문을 했다고 진술하였다. 리어의 진술에 따르면 그녀는 마이클이 다녀간 후에 테리 샤이보의 혈당을 체크했다고 했고 테리의 혈당이 너무 낮았다고 얘기했다. 그녀는 결국에 경찰에게 신고했고 그녀는 바로 그 다음날 해고되었다고 했다. 1996년에, 그녀가 쉰들부부의 가족에게 여러 번 연락했다고 주장함에도 불구하고 쉰들부부가 그 시간에 경찰이 의심할 만한 행동을 한 증거가 없다고 밝혔다.
2003년 9월 17일, 조지 그리어 판사는 이번 청원을 기각하고 이렇게 서술하였다. “전체 사건에 대한 재소송은 쉰들부부에 의해 시도되었다. 이것은 감추어진 혹은 위장된 시도가 아니다. 그들에게 사실을 명확하게 보여줄 것이다.”. 리어의 진술에 의하면 그리어 판사는 이렇게 썼다고 했다.“놀라운것은 리어가 이러한 것들을 1995년 4월부터 1996년 7월까지 총 15개월간 당시 법정 후견인, 전문 의료진, 경찰 지어는 쉰들부부에게까지 감추었다는 것이다. 더 믿기 힘든것은 쉰들부부가 2000년 1월의 법정에 그녀를 진술자로서 소환하지 않았다는 것이다.

## 행정기관의 이 논란에 대한 개입
2003년 10월 15일 테리 샤이보의 영양공급 튜브가 제거되었다. 그 후 한 주동안 프랭크 애트키슨(Frank Attkisson)과 플로리다 입법부는 신속히 “테리 법”(Terri's Law)을 통과시켰고 이 법을 해당 사안과 연관이 있는 주지사 젭 부시(Jeb Bush)에게 보내었다. 그 후 부시는 즉시 영양공급 튜브를 다시 삽입시킬것을 명령하였다. 당지 정부는 테리 샤이보를 지지하는 사람들로부터 정부의 행동을 촉구하는 165,000건에 달하는 이메일과 우편물을 받게 되었다. 이에 주지사 부시는 “나는 수 만명의 플로리다 시민들이 테리 샤이보의 살 권리를 지지하는데에 깊은 감명을 받았다”, “물론 나는 판사들이 이어질 논란들을 고려해야만 하는 것 때문에 생기는 제한을 이해한다. 하지만 그 어떤 삶이든 죽음이든 결정은 반드시 신중하게 내려져야만 하며 반드시 모든 연관된 사실과 상황을 고려해야만 한다. 그러한 원인으로 나는 입법부의 그러한 행동을 매우 높이 평가하며 테리 샤이보에게 영양과 수분을 공급하는 것에 대한 결정권을 신중히 사용할 것이다”라고 성명하였다. 또한 그는 플로리다 사법 집행부에 테리 샤이보를 요양원에서 재활 병원으로 옮길 것을 요구했고 그곳에서 영양공급튜브가 삽입되었다.
이번 “테리 법”은 “정부에게 테리 샤이보가 안락사 당하지 않도록 인공 영양공급과 수분공급을 유지하는데 대한 자유로운 재검토 할 수 없는 결정권을 준다”였다.
마이클 샤이보는 정부와 입법부의 이 사안에 대한 개입에 반대하였다. 또한 미국 자유 인권 협회(American Civil Liberties Union;ACLU)에서 마이클 샤이보 측에 서서 이러한 행정부와 플로리다 법무 장관의 행동에 반대했다. 미국 자유 인권 협회의 협회장 하워드 시몬(Howerd Simon)은 “이러한 행정부와 사법부의 권력남용은 매우 위험하다. 이는 반드시 모든 다른 가족구성원이 의료적으로 어려운 상황에 처해있는 괴로운 사람들까지도 고려해야만 할 것이기 때문이다.”라고 말했다.
이와 동시에 쉰들부부는 “테리 법”에 가담하려고 했으나 플로리다 제 6 지방법원의 판사 더글러스 베어드(W. Douglas Baird)에 의해 기각되었다. 그리고 2004년 2월 13일 플로리다 제 2 지방법원의 그리어 판사는 이러한 베어드의 결정을 취소시켰고 “테리 법”에 가담하는 것을 허용하였다. 3월 17일 베어드는 쉰들부부의 가담을 두 번째로 기각하였다. 그리고 5월 말, 그는 “테리 법”이 삼권분립의 원칙과 사생활 보호법에 위헌됨을 선언하고 다음달 플로리다 고등법원은 제2지방법원 측에서 범한 “테리 법”의 사법권 기만에 대한 상소를 통과시켰다. 수석 판사 발바라 파린트(Barbara Pariente)는 이번 재판에 대해서 “입법 기관이 행정기관에게 이 사안에 대하여 최종적인 판결 결정권을 허용하는 법을 통과한 것은 명백히 사법권에 대한 월권행위이다” 라고 말하였다.

## 테리 샤이보의 죽음을 막기위한 움직임과 테리 샤이보의 죽음 그리고 부검결과
2005년 3월 24일 판사 그리어는  미국 아동가족부(DCF)의 "테레사 마리 샤이보를 데리고있거나 그녀를 요양원으로부터 이송시키는 것"에 대한 청원을 거부하는 명령을 내리고 그 명령을 집행하기 위해 플로리다주의 모든 보안관들을 배치시켰다. 제 2 지방 법원에서 핀결이 난 다음날 명령이 내려졌다. 항소의 보류 유효 기간 동안 플로리다의 법적 지원 부서에서는 테리의 양육권을 가지고 영양공급 튜브 재삽입을 위해 당지의 병원으로 이송할 수 있도록 준비해주었다. 주지사 부시는 거대한 여론의 압박에도 불구하고 법원의 명령을 따르기로 결정하였다. 만약 부시 (또는 플로리다 의회)가 호스피스에서 그녀를 데려가려고 시도하여 그리어의 명령을 무시하려 했다면 피넬러스 경찰서와 법률집행부 사이에 대치가 생겨났을 수도 있을것이라고 말했다.
테리 샤이보는 2005년 3월 31에 피넬러스 요양소에서 사망했다. 그녀갸 영양공급 튜브의 제거로 탈수증세가 발생할 것이라는 우려가 있었지만 테리 샤이보처럼 튜브를 뺏던 다른 환자의 경우에도 보통 평화로운 죽음을맞이 했다는 연구결과가 발표되었다.
그녀의 죽음 후 샤이보의 시신은 2005년 4월 1일 플로리다의 라르고에 본사를 둔 제6 구역의 검시관의 사무실로 운송되어 부검을 실시했다. 그녀의 사망원인은 "분명치 않다" 라고 발표되었다. 부검은 수석 검시관 타크마진(Jon R. Thogmartin) 과 감정가와 신경 병리학자 스티븐 J. 넬슨(Stephen J. Nelson)이 참여하였고 이는 스티븐에 의해 주도되었다. 또 타크마진은 전문적으로 심장 및 유전자 테스트를 위한 준비를 하였다. 공식적인 검시 보고서는 2005년 6 월 15일에 발표되었으며 추가적으로 그녀의 유골과 그의 학술연구자료와 진단서 그리고 유가족들과 의사들등 이 일에 관련된 모든이의 인터뷰들을 공개하였다. 신경 병리학자 스티븐 J. 넬슨은 샤이보의 신경계에 광범위한 부상을 입었다는 결과를 공개했다.그녀의 뇌 자체무게는 615g(21.7온스)밖에 되지 않았고 그녀의 나이와 신장 및 체중은 평균 여성수준의 반 정도뿐이었다. 이는 엄청난 양의 신경세포의 손실에 의해 일어났던 것이다. 현미경 검사를 통해 대뇌 피질, 시상조직, 기저 신경, 해마, 소뇌, 그리고 중뇌를 포함한 거의 모든 뇌 지역에 광범위한 손상이 있다는 결과를 공개했다.
그녀의 대뇌 신경조직 변화는 정확히 심장 마비에 의해 식물인간이 된 환자에게서 볼 수 있는 유형이었다. 대뇌 피질 전반에 걸친 약 70 %를 구성하는 대형 피라미드형의 신경계는 대뇌피질의 기능을 완전히 잃고 있었다. 이러한 증세는 앞에서 뒤로 갈수록 악화되어 있었고 피질 손상 패턴은 동일하였다. 이러한 경우에 볼 수 있는 또다른 공통점은 대뇌 깊은곳에 위치한 시상의 중요한 신경회로에 손상이 되었다는 것이다. 타크마진은 "이러한 대뇌 손상에 대해서는 그 어떠한 치료라도 이정도로 막대한 신경세포의 손실을 재생 할 수 없을 것이다."라고 하였다.
테리 샤이보의 심장을 연구한 심장 병리학자는 관상 동맥 혈관은 건강했기에(심근염의 가능성) 그녀의 심장마비는 심근 경색이 원인이라는 결론을 내왔다. 또한 타크마진은 "테리 샤이보가 신경성 과식증을 가지고있었다라는 확증이 없다"는 사실을 발견했다.
테리 샤이보의 심장마비의 가능한 원인인 교살이나 가정 폭력의 가능성에 대한 보고서에는 "그녀에게 실행한 수많은 물리 치료나 방사선 검사를 진행하는 동안에는 어떠한 외상도 발견되지않았었다. 또한 그녀의 입원초기에 그녀의 경부 방사선검사는 음성이었고 특히 피부 또는 목의 깊은 부상, 얼굴 및 기타 신체 외상등 교살시 생길수 있는 외부 증상들은 그녀의 입원초기에 병원에서 관찰 또는 기록되지 않았으며 그녀가 쓰러진 후 15년간 그녀의 목구조에는 외상의 징후는 나타나지 않았었다.”라고 써져있었다.
테리 샤이보의 죽음의 원인에 대해서 타크마진은 "그녀가 심각한 산소결핍으로 인한 뇌 손상을 입었다. 이에 대한 정확한 의학적 원인은 확실히 정할 수 없으므로 결론적으로 그녀의 사인은 분명하지 않다”라고 하였다.
테리 샤이보의 오빠인 바비 쉰들은 부검결과가 발표된 후에 있었던 인터뷰에서"우리는 부검 결과에서 테리의 두뇌가 손상되었다는 것에 대해서는 크게 놀라지 않았다"라고 했고 또 “그보다는 검시결과에서 신경성 과식증과 심장 마비를 배제했다는 사실이 더 많은 의혹을 가져온다”라고 하였다.

## 테리 샤이보 논란에 대한 여론과 시위들
여러차례의 여론조사와 시민들의 다소 거친 시위로 인해 체포되기도 할 정도로 이번 테리 샤이보 논란에 대한 언론의 관심은 뜨거웠다. 여러 여론조사중 두차례의 여론조사에서 대다수의 미국인들은 마이클 샤이보는 응당 그의 아내인 테리 샤이보를 대신하여 결정을 내릴 권리가 있다고 생각하며 또한 미국 의회의 개입은 입법기관으로서의 권한의 범위를 넘었다고 인정하는 결과가 나왔다. 그러나 또한 다른 여론조사에서는 쉰들가족 측을 지지하기도 했다. 이 밖에도 많은 기구와 시위자들은 테리 샤이보의 영양공급 튜브가 삽입되어야 한다고 요구했다.